# 고립계
고립계(孤立系)는 자연과학에서 외부와 상호 소통이 없는 물리계를 가리키는 용어로, 열린계와 반대 개념이다. 에너지와 질량은 고립계 외부로 나갈 수도 없고 외부에서 들어올 수도 없으며 계 내부에서만 순환한다. 따라서 고립계 내에서는 에너지와 질량의 총합은 항상 보존된다.
완전히 고립된 물리계는, 지구 밖의 우주 전체를 제외한다면, 실제 세계에서는 존재하지 않는다. 그러나 실제 계는 거의 고립계와 비슷하게 행동한다. 고립계의 개념은 실제 세계에서 일어나는 일들을 추정하는 과학적 모델을 만드는 데에 도움이 되며, 어떤 자연 현상에 대한 이상적인 수학적 모델을 만드는 데에 사용된다. 예를 들어 태양계 내의 태양과 행성들, 또는 수소 원자 내의 양성자와 전자들의 집합은 고립계로 취급되곤 한다. 그러나 실제로 수소 원자는 전자기파를 흡수하여 들뜬 상태가 되기도 한다.
열역학 제2법칙에서의 엔트로피 증가에 대한 가정을 증명하기 위해서, 볼츠만의 H-이론은 계가 고립계라고 가정하고(즉 예를 들면 기체 원자를 반사시키는 주변 벽에 의해 기체 원자가 고립되었다고 가정하여 역학적 자유도를 결정하고) 볼츠만 방정식을 사용하였다. 이것은 필연적으로 로슈미트의 패러독스로 이어진다. 그러나 만약 주위의 복사열의 효과를 무작위화하면서 원자들의 실제 벽에 대한 확률적인 행동을 고려하면, 볼츠만의 분자수준의 무질서도에 대한 가설은 증명된다.

## 같이 보기
- 닫힌계
- 동역학계
- 열린계
- 열역학의 계